# Jan Nepomucen Grocholski
Jan Nepomucen Grocholski herbu Syrokomla (ur. 1768 - zm. 17 września 1849 w Odessie) – starosta trembowelski, prezes sądów guberni podolskiej, członek konfederacji targowickiej w 1792 roku.
Był młodszym synem Franciszka Ksawerego Grocholskiego. W wyniku podziału majątku po ojcu w 1795 odziedziczył dobra ziemskie wraz z pałacem w Woronowicy. Dwukrotnie żonaty z Izabelą Rytarowską miał córkę Helenę oraz synów Adolfa i Ignacego z drugiego małżeństwa z Michaliną Zeydler dwóch synów Władysława i Ludgarda Bernarda. W 1808 po zmarłym bezpotomnie starszym bracie Antonim odziedziczył dobra wołyńskie wraz z dworem rodzinnym w Tereszkach. Zmarł w Odessie pochowany został w kościele w Woronowicy.